# Unione Sportiva Alessandria Calcio 1982-1983
Questa pagina raccoglie le informazioni riguardanti l'Unione Sportiva Alessandria Calcio nelle competizioni ufficiali della stagione 1982-1983.

## Stagione
Nel 1982-1983 l'Alessandria disputò il secondo campionato di Serie C2 della sua storia.
Fu una stagione di assestamento per l'Alessandria, che completò la rosa con un buon numero di giovani (Camolese, Paci e Gregucci quelli che ebbero più fortuna) affiancati dal maturo Pier Paolo Scarrone e da un allenatore emergente, Gian Piero Ghio. Lo spregiudicato modulo studiato da questi non diede però frutti, anche a causa della scarsa vena della punta Canzanese, e la pesante sconfitta di Imperia indusse la dirigenza a cambiare, affidando la panchina al più maturo Amilcare Ferretti, allievo di Radice. I risultati migliorarono solamente in parte, altri pesanti rovesci vennero colti nel corso del ritorno e la squadra non poté andare oltre il quinto posto.

## Divise e sponsor
Lo sponsor di maglia per la stagione 1982-1983, il primo nella storia dell'Alessandria, fu INA Assitalia.
| 1ª divisa | 2ª divisa |

## Organigramma societario
Area direttiva
- Presidente: Fernando Cerafogli
- Consiglieri: Garaventa, Mario Jacampo, Negro, Gianni Piterà
- Segretario: Gianfranco Coscia

Area tecnica
- Direttore sportivo: Mario Fara
- Allenatore: Gian Piero Ghio (fino al 10 gennaio 1983), poi Amilcare Ferretti

Area sanitaria
- Medico sociale: Luigi Mazza
- Massaggiatore: Sergio Viganò

## Rosa
| N. |                   | Ruolo | Calciatore           |
| -- | ----------------- | ----- | -------------------- |
|    | Italia (bandiera) | P     | Paolo Bosso          |
|    | Italia (bandiera) | P     | Giuseppe Lorenzotti  |
|    | Italia (bandiera) | D     | Angelo Lucetti       |
|    | Italia (bandiera) | D     | Claudio Berlanda     |
|    | Italia (bandiera) | D     | Francesco Caracciolo |
|    | Italia (bandiera) | D     | Antonio Colombo      |
|    | Italia (bandiera) | D     | Angelo Gregucci      |
|    | Italia (bandiera) | D     | Marco Lancetti       |
|    | Italia (bandiera) | D     | Stefano Piccini      |
|    | Italia (bandiera) | D     | Stefano Primizio     |
|    | Italia (bandiera) | D     | Paolo Tomasoni       |
|    | Italia (bandiera) | D     | Davide Zucchini      |

| N. |                   | Ruolo | Calciatore          |
| -- | ----------------- | ----- | ------------------- |
|    | Italia (bandiera) | C     | Roberto Briata      |
|    | Italia (bandiera) | C     | Giancarlo Camolese  |
|    | Italia (bandiera) | C     | Antonio Condemi     |
|    | Italia (bandiera) | C     | Emilio Monzani      |
|    | Italia (bandiera) | C     | Luca Pieri          |
|    | Italia (bandiera) | C     | Pier Paolo Scarrone |
|    | Italia (bandiera) | A     | Alfredo Canzanese   |
|    | Italia (bandiera) | A     | Gian Luca Lequio    |
|    | Italia (bandiera) | A     | Francesco Montarani |
|    | Italia (bandiera) | A     | Roberto Paci        |
|    | Italia (bandiera) | A     | Diego Spinella      |

## Risultati

### Serie C2

#### Girone di andata
| Quartu Sant'Elena 18 settembre 1982 | Sant'Elena Quartu | 0 – 0 | Alessandria | Stadio Is Arenas |

| Arbitro: | Mele (Bergamo) |

|  |           |                           |
|  | Marcatori | 30’ Vitale 63’ Tognarelli |

| Arbitro: | Frigerio (Milano) |

|                                    |           |                                   |
| Beccattini 38’ Visentin 77’ (rig.) | Marcatori | 25’ Spinella 33’ (rig.) Montarani |

| Arbitro: | Frusciante (Como) |

|                           |           |            |
| Montarani 75’ Piccini 78’ | Marcatori | 31’ Congiu |

| Arbitro: | Baldas (Trieste) |

|             |           |  |
| Molteni 88’ | Marcatori |  |

| Arbitro: | Valente (Ronchi dei Legionari) |

|               |           |              |
| Canzanese 90’ | Marcatori | 52’ Marchese |

| Arbitro: | Tedeschi (Bologna) |

|                   |           |              |
| Spinella 22’, 34’ | Marcatori | 46’ Olivetti |

| Arbitro: | Cesca (Latisana) |

|                        |           |  |
| Petrini 7’, 63’ (rig.) | Marcatori |  |

| Arbitro: | Tonon (Conegliano) |

|                                                        |           |  |
| Canzanese 75’ Spinella 78’ Camolese 82’ Caracciolo 89’ | Marcatori |  |

| Arbitro: | Quartuccio (Torre Annunziata) |

|                          |           |  |
| Farina 50’ Antonioli 86’ | Marcatori |  |

| Arbitro: | Predieri (Varese) |

|             |           |  |
| Monzani 67’ | Marcatori |  |

| Grosseto 5 dicembre 1982 | Grosseto             | 0 – 0 | Alessandria | Stadio Comunale\| Arbitro: \| Nicoletti (Agropoli) \| |
| Arbitro:                 | Nicoletti (Agropoli) |       |             |                                                       |

| Arbitro: | Zambelli (Brescia) |

|                          |           |  |
| Monzani 8’ Canzanese 68’ | Marcatori |  |

| Arbitro: | Nicchi (Arezzo) |

|           |           |  |
| Mendo 52’ | Marcatori |  |

| Arbitro: | Tonon (Conegliano) |

|                                     |           |  |
| Cappellari 54’, 55’, 88’ Noferi 90’ | Marcatori |  |

| Arbitro: | Scevola (Milano) |

|              |           |                    |
| Spinella 39’ | Marcatori | 87’ (rig.) Canessa |

| Arbitro: | Calafiore (Brescia) |

|  |           |              |
|  | Marcatori | 19’ Spinella |

#### Girone di ritorno
| Arbitro: | Moschet (Conegliano) |

|                                                                |           |  |
| Paci 28’ Scarrone 40’ Canzanese 65’ (rig.), 85’ Cao 83’ (aut.) | Marcatori |  |

| Arbitro: | Mellino (Crotone) |

|                                                    |           |                     |
| Vitale 17’ (27), rig.’ Grossi 23’, 73’ Berlini 31’ | Marcatori | 49’ (rig.) Scarrone |

| Arbitro: | Giannoni (Jesi) |

|             |           |          |
| Pillosu 39’ | Marcatori | 57’ Paci |

| Arbitro: | Della Rovere (Torino) |

|  |           |                 |
|  | Marcatori | 86’ Quagliaroli |

| Asti 6 marzo 1983 | Asti TSC          | 0 – 0 | Alessandria | Stadio Censin Bosia\| Arbitro: \| Predieri (Varese) \| |
| Arbitro:          | Predieri (Varese) |       |             |                                                        |

| Arbitro: | Tarallo (Como) |

|                              |           |               |
| Capezzuoli 59’ Tintisona 78’ | Marcatori | 41’ Canzanese |

| Arbitro: | Di Gennaro (Ercolano) |

|          |           |  |
| Paci 65’ | Marcatori |  |

| Arbitro: | Lamberti (Barletta) |

|                    |           |  |
| Antelmi 41’ (aut.) | Marcatori |  |

| Arbitro: | Bettini (Forlì) |

|                                          |           |  |
| Pontis 15’ Cipriani 21’, 43’, 55’ (rig.) | Marcatori |  |

| Arbitro: | Moschet (Conegliano) |

|                                   |           |  |
| Paci 36’, 53’ Piccotti 58’ (aut.) | Marcatori |  |

| Lucca 17 aprile 1983 | Lucchese             | 0 – 0 | Alessandria | Stadio Porta Elisa\| Arbitro: \| Ingargiola (Marsala) \| |
| Arbitro:             | Ingargiola (Marsala) |       |             |                                                          |

| Arbitro: | Strada (Abbiategrasso) |

|              |           |          |
| Scarrone 23’ | Marcatori | 38’ Rasi |

| Montecatini Terme 8 maggio 1983 | Montecatini      | 0 – 0 | Alessandria | Stadio Comunale\| Arbitro: \| De Luca (Napoli) \| |
| Arbitro:                        | De Luca (Napoli) |       |             |                                                   |

| Arbitro: | Vasselli (Roma) |

|                             |           |  |
| Pieri 16’ Scarrone 82’, 89’ | Marcatori |  |

| Arbitro: | Ciaccio (Napoli) |

|  |           |                    |
|  | Marcatori | 32’, 55’ Paraluppi |

| Arbitro: | Nencini (Roma) |

|  |           |          |
|  | Marcatori | 81’ Paci |

| Arbitro: | Trillò (Milano) |

|                       |           |            |
| Scarrone 20’ Paci 79’ | Marcatori | 34’ Donati |

### Coppa Italia Serie C

#### Fase eliminatoria
| Pavia 22 agosto 1982 | Pavia         | 0 – 0 | Alessandria | Stadio Pietro Fortunati\| Arbitro: \| Isola (Parma) \| |
| Arbitro:             | Isola (Parma) |       |             |                                                        |

| Alessandria 25 agosto 1982                  | Alessandria | 0 – 1     | Derthona | Stadio Giuseppe Moccagatta |
| \| \| \| \| \| \| Marcatori \| 20’ Villa \| |             |           |          |                            |
|                                             |             |           |          |                            |
|                                             | Marcatori   | 20’ Villa |          |                            |

| Alessandria 29 agosto 1982                     | Alessandria | 1 – 0 | Vogherese | Stadio Giuseppe Moccagatta |
| \| \| \| \| \| Camolese 39’ \| Marcatori \| \| |             |       |           |                            |
|                                                |             |       |           |                            |
| Camolese 39’                                   | Marcatori   |       |           |                            |

| Alessandria 1º settembre 1982                      | Alessandria | 0 – 1            | Pavia | Stadio Giuseppe Moccagatta |
| \| \| \| \| \| \| Marcatori \| 26’ Garlaschelli \| |             |                  |       |                            |
|                                                    |             |                  |       |                            |
|                                                    | Marcatori   | 26’ Garlaschelli |       |                            |

| Tortona 5 settembre 1982                     | Derthona  | 1 – 0 | Alessandria | Stadio Fausto Coppi |
| \| \| \| \| \| Morgia 46’ \| Marcatori \| \| |           |       |             |                     |
|                                              |           |       |             |                     |
| Morgia 46’                                   | Marcatori |       |             |                     |

| Voghera 12 settembre 1982 | Vogherese         | 0 – 0 | Alessandria | Stadio Comunale\| Arbitro: \| Gava (Conegliano) \| |
| Arbitro:                  | Gava (Conegliano) |       |             |                                                    |

## Statistiche

### Statistiche di squadra
| Competizione         | Punti | In casa | In casa | In casa | In casa | In casa | In casa | In trasferta | In trasferta | In trasferta | In trasferta | In trasferta | In trasferta | Totale | Totale | Totale | Totale | Totale | Totale | DR |
| Competizione         | Punti | G       | V       | N       | P       | Gf      | Gs      | G            | V            | N            | P            | Gf           | Gs           | G      | V      | N      | P      | Gf     | Gs     | DR |
| -------------------- | ----- | ------- | ------- | ------- | ------- | ------- | ------- | ------------ | ------------ | ------------ | ------------ | ------------ | ------------ | ------ | ------ | ------ | ------ | ------ | ------ | -- |
| Serie C2             | 36    | 17      | 11      | 3       | 3       | 29      | 11      | 17           | 2            | 7            | 8            | 7            | 24           | 34     | 13     | 10     | 11     | 36     | 35     | +1 |
| Coppa Italia Serie C |       | 3       | 1       | 0       | 2       | 1       | 2       | 3            | 0            | 2            | 1            | 0            | 1            | 6      | 1      | 2      | 3      | 1      | 3      | -2 |
| Totale               | -     | 20      | 12      | 3       | 5       | 30      | 13      | 20           | 2            | 9            | 9            | 7            | 25           | 40     | 14     | 12     | 14     | 37     | 38     | -1 |

### Statistiche dei giocatori[2]
| Giocatore     | Serie C2 | Serie C2 | Coppa Italia Serie C | Coppa Italia Serie C | Totale   | Totale |
| Giocatore     | Presenze | Reti     | Presenze             | Reti                 | Presenze | Reti   |
| ------------- | -------- | -------- | -------------------- | -------------------- | -------- | ------ |
| C. Berlanda   | 28       | 0        | 4                    | 0                    | 32       | 0      |
| P. Bosso      | 3        | -4       | 5                    | -3                   | 8        | -7     |
| R. Briata     | 1        | 0        | -                    | -                    | 1        | 0      |
| G. Camolese   | 27       | 1        | 5                    | 1                    | 32       | 2      |
| A. Canzanese  | 26       | 6        | -                    | -                    | 26       | 6      |
| F. Caracciolo | 28       | 1        | 6                    | 0                    | 34       | 1      |
| A. Colombo    | 1        | 0        | 4                    | 0                    | 5        | 0      |
| A. Condemi    | 20       | 0        | -                    | -                    | 20       | 0      |
| A. Gregucci   | 20       | 0        | 5                    | 0                    | 25       | 0      |
| M. Lancetti   | 25       | 0        | -                    | -                    | 25       | 0      |
| G.L. Lequio   | 8        | 0        | -                    | -                    | 8        | 0      |
| G. Lorenzotti | 26       | -25      | -                    | -                    | 26       | -25    |
| A. Lucetti    | 5        | -6       | 2                    | 0                    | 7        | -6     |
| F. Montarani  | 12       | 2        | 3                    | 0                    | 15       | 2      |
| E. Monzani    | 18       | 3        | -                    | -                    | 18       | 3      |
| R. Paci       | 22       | 7        | 6                    | 0                    | 28       | 7      |
| S. Piccini    | 29       | 1        | 3                    | 0                    | 32       | 1      |
| L. Pieri      | 27       | 1        | 6                    | 0                    | 33       | 1      |
| S. Primizio   | 27       | 0        | 6                    | 0                    | 33       | 0      |
| P.P. Scarrone | 28       | 5        | -                    | -                    | 28       | 5      |
| D. Spinella   | 28       | 5        | 5                    | 0                    | 33       | 5      |
| P. Tomasoni   | 6        | 0        | 6                    | 0                    | 12       | 0      |
| D. Zucchini   | 11       | 0        | 6                    | 0                    | 17       | 0      |